# MS Charming
El MS Charming (anteriormente Sea Princess y Adonia) es un crucero de la clase Sun anteriormente operado por Princess Cruises. El buque fue entregado a Princess Cruises desde Fincantieri y comenzó a operar en 1998 bajo el nombre de Sea Princess.
A partir de 2019, el Sea Princess tenía su puerto base en Australia y estaba destinado a navegar desde nuevos puertos base en Fremantle y Adelaide para la temporada calendario 2020-2021. Sin embargo, en septiembre de 2020, Princess Cruises anunció que había vendido el Sea Princess a compradores no revelados. El 13 de noviembre de 2020, Sea Princess se entregó oficialmente a Sanya International Cruise Development y pasó a llamarse Charming. A principios de 2021, el barco fue atracado en dique seco en el astillero de China Merchants Industry Holding Co, en la isla de Mazhou.